# پروا
پروا (به انگلیسی: Purwa) یک منطقهٔ مسکونی در هند است که در بخش اونائو واقع شده‌است. پروا ۲۱٬۱۹۵ نفر جمعیت دارد و ۱۲۹ متر بالاتر از سطح دریا واقع شده‌است.